# Підводне зварювання
Підводне зварювання — дугове зварювання металів під водою.

Зварювання може відбуватися у воді або бути «сухе», тобто всередині спеціально побудованої камери в сухому середовищі (гіпербаричне зварювання). За «мокрим» способом водолази-зварники використовують плавкі сталеві електроди, покриті водонепроникною обмазкою.
Застосування підводного зварювання різноманітне — воно використовується для ремонту суден, морських нафтових платформ і трубопроводів. Сталь є найпоширенішим матеріалом для зварювання.
Підводне гіпербаричне зварювання було винайдене радянським металургом Костянтином Хрєновим в 1932 році.